# ندغ بستاني
الزوباع أو النَّدْغُ البُسْتَانِيُّ  أو الصعتر البري أو قَاتِلُ النَّحْلِ أو الشَّطْرِيَةُ أو الصَّعْتَرُ الفَارِسِيُّ أو ندغ (باللاتينية: Satureja hortensis) هو نوع نباتي عشبي يتبع جنس الندغ من الفصيلة الشفوية.

## الموئل والانتشار
موطنه الأصلي جنوب أوروبا والقوقاز والبلقان.